# Саба (село, Сирія)
Саба (араб. سبة) — село в Сирії. Знаходиться в провінції Тартус, у районі Сафіта. Є центром однойменної нохії.
Розташоване на двох пагорбах гір Ан-Нусарія.
| Сирія | Це незавершена стаття з географії Сирії. Ви можете допомогти проєкту, виправивши або дописавши її. |